# Klostergasse (Meißen)
Die Klostergasse (auch Klosterstraße) ist eine der historischen Vorstädte von Meißen im Landkreis Meißen, Sachsen. Die Gemarkung Klostergasse liegt im nördlichen Zentrum der Stadt, unmittelbar nordwestlich der Albrechtsburg. Sie befindet sich nahe der Elbe über dem östlichen Ende des Schottenbergtunnels. Nachbarorte sind Meißen-Fischergasse, Meißen-Niedermeisa und das Klostergut zum Heiligen Kreuz. Die Straße Klostergasse, heute Leipziger Straße, erhielt ihren Namen, weil sie von der Altstadt in Richtung des Klosters zum Heiligen Kreuz führt. Die entlang der Straße gelegene Vorstadt Klostergasse war Teil der im 19. Jahrhundert gebildeten Landgemeinde Fischergasse, wurde mit dieser am 1. April 1921 zunächst nach Meisatal eingemeindet und kam sieben Jahre später an Meißen.